# 小行星4647
小行星4647（英語：4647 Syuji）是一颗围绕太阳公转的小行星。1931年10月9日，德國天文學家卡尔·威廉·雷睦斯在海德堡发现了此天体。
这颗小行星的绝对星等为128.5836966930254等。